# Джеймсон, Линдер Старр
Линдер Старр Джемсон (англ. Leander Starr Jameson; 9 февраля 1853, Странраер, Дамфрис-энд-Галловей — 26 ноября 1917, Лондон) — британский политический деятель, врач, премьер-министр Капской Колонии, кавалер ордена Бани и командор ордена Святых Михаила и Георгия.

## Биография
Родился в 1853 году в Эдинбурге. С 1878 года был врачом в Капской колонии, поступил на службу в Южно-африканское общество алмазных копей; занимал разные административные должности. В конце декабря 1895 года по соглашению с Сесилом Родсом организовал экспедицию, состоявшую из 800 вооружённых людей, преимущественно англичан из Южной Африки, и вторгся с ними в Южно-Африканскую республику под предлогом помощи англичанам. 2 января 1896 года был разбит при Крюгерсдорпе и взят в плен; был осуждён в мае 1896 года и приговорён к 10 месяцам тюрьмы, но в декабре освобождён вследствие плохого состояния здоровья.
Участвовал во Второй англо-бурской войне; с 1900 года — член капского парламента, с того же года директор Общества алмазных россыпей, с 1902 г. — директор «Бритиш Саут Африка Компани». Глава партии прогрессистов, после победы на выборах в феврале 1904 года стал главой кабинета.